# Kieran Darcy-Smith
Kieran Darcy-Smith (Mona Vale, 12 giugno 1965) è un attore, regista e sceneggiatore australiano.

## Biografia
Nato a Mona Vale a nord di Sydney, nel Nuovo Galles del Sud. Si è diplomato alla scuola di recitazione di Sydney nel 1995, successivamente ha intrapreso una lunga gavetta teatrale e televisiva. Debutta al cinema nel film Two Hands con protagonista Heath Ledger. Per la televisione ha preso parte a serie televisive come Polizia squadra soccorso, Blue Heelers - Poliziotti con il cuore,Le sorelle McLeod e Home and Away.
È un dei co-fondatori del collettivo Blue-Tongue Films, composto da Joel Edgerton, Nash Edgerton, Luke Doolan e David Michôd, con cui ha scritto, diretto e prodotto diversi film e cortometraggi. Dopo una serie di cortometraggi e video musicali, nel 2012 dirige il lungometraggio Wish You Were Here, presentato al Sundance Film Festival e vincitore di diversi premi.
Dal gennaio 2006 è sposato con l'attrice Felicity Price, la coppia ha due figli; Levi Jimmy Darcy-Smith (2008) e Sunny Valentine Darcy-Smith (2010).

## Filmografia parziale

### Attore

#### Cinema
- Two Hands, regia di Gregor Jordan (1999)
- Il nascondiglio del diavolo - The Cave (The Cave), regia di Bruce Hunt (2005)
- September, regia di Peter Carstairs (2007)
- The Square, regia di Nash Edgerton (2008)
- Animal Kingdom, regia di David Michôd (2010)
- The Reef, regia di Andrew Traucki (2010)

#### Televisione
- Polizia squadra soccorso (Police Rescue) – serie TV, 1 episodio (1996)
- Breakers – serie TV, 4 episodi (1999)
- Blue Heelers - Poliziotti con il cuore (Blue Heelers) – serie TV, 1 episodio (1999)
- Water Rats – serie TV, 4 episodi (1997-2001)
- All Saints – serie TV, 4 episodi (1999-2008)
- Home and Away – serial TV, 8 puntate (2001-2009)
- Going Home – serie TV, 5 episodi (2001)
- White Collar Blue – serie TV, 1 episodio (2003)
- Le sorelle McLeod (McLeod's Daughters) – serie TV, 1 episodio (2006)
- Dangerous – serie TV, 6 episodi (2007)
- Mr Inbetween – serie TV, 4 episodi (2019)
- Apple Cider Vinegar, regia di Jeffrey Walker – miniserie TV, puntata 2 (2025)

### Regista
- Loaded (1996) - cortometraggio
- Bloodlock (1998) - cortometraggio
- The Island (2000) - cortometraggio
- Wish You Were Here (2012)
- Il duello - By Way of Helena (The Duel) (2016)
- L'ultimo boss di Kings Cross (Last King of the Cross) – serie TV, 4 episodi (2023)

### Sceneggiatore
- Loaded (1996) - cortometraggio
- Bloodlock (1998) - cortometraggio
- The Island (2000) - cortometraggio
- Wish You Were Here (2012)